# Sipunculus lomonossovi
Sipunculus lomonossovi är en stjärnmaskart som beskrevs av Murina 1968. Sipunculus lomonossovi ingår i släktet Sipunculus och familjen Sipunculidae. Inga underarter finns listade i Catalogue of Life.